# Walther Schiffel
Walther Schiffel (* 8. Juni 1901 in Leipzig; † nicht ermittelt) war ein deutscher Wirtschafts- und Sozialwissenschaftler und Hochschullehrer.

## Leben und Wirken
Nach dem Schulabschluss studierte er und promovierte 1942 an der Universität Leipzig zum Dr. phil. Bereits 1928 hatte er seine Laufbahn in die Arbeitsverwaltung eingeschlagen, in der er bis zum Bundesverwaltungsoberrat befördert wurde. Tätig war er am Landesarbeitsamt Nordbayern in Nürnberg, wo er das Referat Berufsberatung und Lehrstellenvermittlung leitete und zuletzt in der Bundesagentur für Arbeit. 1949/50 hatte er am US-Kulturaustauschprogramm teilgenommen. Mit 65 Jahren trat er in den Ruhestand.
Nachdem er zunächst als Lehrbeauftragter für Sozialpolitik tätig gewesen war, wurde er 1957 zum Honorarprofessor für Sozialpolitik, Arbeitswissenschaften und Berufskunde an der Friedrich-Alexander-Universität Erlangen-Nürnberg ernannt. Er hatte seinen Forschungsschwerpunkt im Bereich Arbeitsmarkt insbesondere der Berufswahl Jugendlicher und publizierte mehrfach darüber.
Er war Mitglied der SPD, im Deutschen Verein für Öffentliche und Private Fürsorge aktiv und Mitglied des Vereins für Geschichte der Stadt Nürnberg. Seine Forschungen über die Geschichte des Metzgerhandwerks in Nürnberg blieben unvollendet.

## Schriften (Auswahl)
- Sachsens Kaufleute und Handwerker auf der Leipziger Messe : Ein Beitr. zur Gesch. d. Reichsmesse Leipzig im 18. u. 19. Jh. o. O., o. J. [1942].
- Berufsberatung. Aufgaben und Methoden. Pflaum, München 1948.
- Das Lehrlingswesen in den Vereinigten Staaten. In: Bundesarbeitsblatt 1950, Heft 4.
- Das Gutachten der Berufsberatung. In: Wirtschaft und Berufserziehung, 1950, Nr. 1, S. 6 ff.
- Berufnot der deutschen Jugend. In: Das Arbeitsamt 3 (1952), Heft 2, S. 41 ff.
- Der zweite Bildungsweg als sozialpolitisches Problem. In: Nürnberger Abhandlungen. 1954, S. 103–116.
- Besonderheiten des Arbeitsmarktes im nordbayerischen Raum. In: Die Nürnberger Hochschule im fränkischen Raum 1955. Nürnberg 1955, S. 102 ff.
- Was folgt daraus im Besonderen für die Jugendberufsausbildung? In: Fürsorge und Sozialreform, Gesamtbericht über den Deutschen Fürsorgetag 1955, Köln/Berlin 1956, S. 220 ff.
- Die Berufsberatung in anderen Ländern. In: Handbuch der Arbeitsvermittlung, Teil 2, S. 68 ff.
- Etiam in senectute mobiles. Vorschläge für Altersberufe. In: Veröffentlichungen der Deutschen Gesellschaft für Gerontologie, 1969, S. 110–114.